# Powershift
Powershift (genaue Eigenbezeichnung: PowerShift – Verein für eine ökologisch-solidarische Energie- & Weltwirtschaft) ist eine deutsche Nichtregierungsorganisation mit Sitz in Berlin, die sich für eine ökologisch und sozial gerechtere Weltwirtschaft einsetzt. Sie arbeitet in den Bereichen Handels- und Investitionspolitik, Klima- und Ressourcengerechtigkeit sowie Rohstoffpolitik. Dazu betreibt die Organisation anwendungsorientierte Forschung, macht Bildungs-, Informations-  und Öffentlichkeitsarbeit und beteiligt sich an zivilgesellschaftlichen Kampagnen. Die Organisation ist Mitglied lokaler, nationaler und internationaler zivilgesellschaftlicher Bündnisse, zum Beispiel des Arbeitskreises Rohstoffe (Netzwerk/Verein für eine ökologisch-solidarische Energie- & Weltwirtschaft).

## Organisation
Powershift wurde 2010 gegründet und hat seinen Sitz in Berlin. Es handelt sich um einen eingetragenen Verein, der den Status der Gemeinnützigkeit besitzt und die Initiative Transparente Zivilgesellschaft unterzeichnet hat. Der Verein hat Anfang 2022 31 Mitglieder und hatte im Jahre 2020 einen Jahresumsatz von etwa 500.000 Euro.

## Projekte und Kampagnen
Die Organisation initiierte und unterstützte in den vergangenen Jahren Kampagnen auf lokaler, nationaler und internationaler Ebene. Dabei stützt sie sich gewöhnlich im Rahmen von Petitionen, Workshopangeboten, Aktionen und Demonstrationen auf die aktive Beteiligung zivilgesellschaftlicher Akteure, Bürger und Interessierter, um so die Relevanz und Dringlichkeit ihrer Forderungen an politische Akteure zu tragen.
Auf lokaler Ebene fokussiert sich PowerShift auf das Erreichen einer Verkehrswende in deutschen Städten und unterstützt Konzepte der autofreien Innenstadt. Dazu koordiniert der Verein unter anderem das Projekt „Berliner Straßen für alle“, mit dem eine gerechtere Verteilung des Lebensraums Stadt erreicht und neue Mobilitäts- und Lebensräume in Berlin geschaffen werden sollen.
Am Schnittpunkt von nationaler und internationaler Politik setzt sich PowerShift mit Kampagnen und Projekten dafür ein, die deutsche Politik für ihre Menschenrechtsverletzungen und Umweltschäden auf internationaler Ebene zur Verantwortung zu ziehen, Parteien an ihre Wahlversprechen zu erinnern und die deutsche Unterstützung von internationalen Handelsabkommen wie TTIP oder CETA zu verhindern. PowerShift beteiligt sich aktiv an der internationalen Kampagne für einen Ausstieg aus dem Energiecharta-Vertrag.

## Rezeption
Die Monatszeitung OXI urteilt über Powershift, sie „bleibt an einem Thema dran, beschreibt fundiert, wie eins mit dem anderen zusammenhängt, unterbreitet Vorschläge, wie Industrien und Politik Verantwortung übernehmen können und welche Folgen ein maßloser Extraktivismus für unsere Spezies und den Planeten hat.“

## Einzelbelege
1. 1 2  
Satzung. (PDF) In: power-shift.de. PowerShift e.V., 23. Juni 2021, abgerufen am 10. April 2022.
2. ↑  Christian Endt: "Unternehmen entziehen sich jeglicher Gerichtsbarkeit". Abgerufen am 25. Mai 2022.
3. ↑  Über den AK Rohstoffe. Abgerufen am 28. Mai 2022 (deutsch).
4. ↑  
Über uns. In: power-shift.de. PowerShift e.V., abgerufen am 10. April 2022.
5. ↑  
Unterzeichner. In: transparency.de. Transparency International, abgerufen am 10. April 2022.
6. ↑  Michael Bauchmüller: Autoindustrie: So groß ist der ökologische Fußabdruck deutscher Autos. Abgerufen am 25. Mai 2022.
7. ↑  Berliner Straßen für alle! – Für ein menschenfreundliches und klimagerechtes Berlin. In: berliner-strassen-fuer-alle.de. Abgerufen am 25. Mai 2022.
8. ↑  Deutscher Bundestag - TTIP: Abgeordnete fühlen sich schlecht informiert. In: bundestag.de. 2014, abgerufen am 25. Mai 2022.
9. ↑  Diskussionen um TTIP light - "Schiedsgerichte sind ein hochgefährliches Instrument". In: deutschlandfunk.de. 2. Mai 2018, abgerufen am 25. Mai 2022.
10. ↑  TTIP: Pro und Contra. In: deutschlandfunk.de. 19. Oktober 2015, abgerufen am 25. Mai 2022.
11. ↑  TTIP: Bundesregierung trickst bei Schiedsgerichten. In: Zeit online. Zeit, 18. Mai 2016, abgerufen am 25. Mai 2022.
12. ↑  Alexandra Endres: TTIP: Kommt Fracking durch Freihandel? In: Zeit Online. Zeit Online, 6. März 2014, abgerufen am 25. Mai 2022.
13. ↑  Alessa Hartmann: CETA ist Sargnagel für das Klima. In: Tagesspiegel. Tagesspiegel, 18. Februar 2020, abgerufen am 25. Mai 2022.
14. ↑  Susanne Schwarz: Umstrittener Vertrag über Energiecharta: Der „fossile Dino“ soll weg. In: Die Tageszeitung: taz. 4. Mai 2022, ISSN 0931-9085 (taz.de [abgerufen am 25. Mai 2022]).
15. ↑  Reform der Energiecharta gescheitert? In: klimareporter.de. 23. Mai 2022, abgerufen am 25. Mai 2022.
16. ↑  
Kathrin Gerlof: Glossar. In: OXI. common Verlagsgenossenschaft eG, April 2022, S. 5.